# Jüdischer Friedhof (Balduinstein)

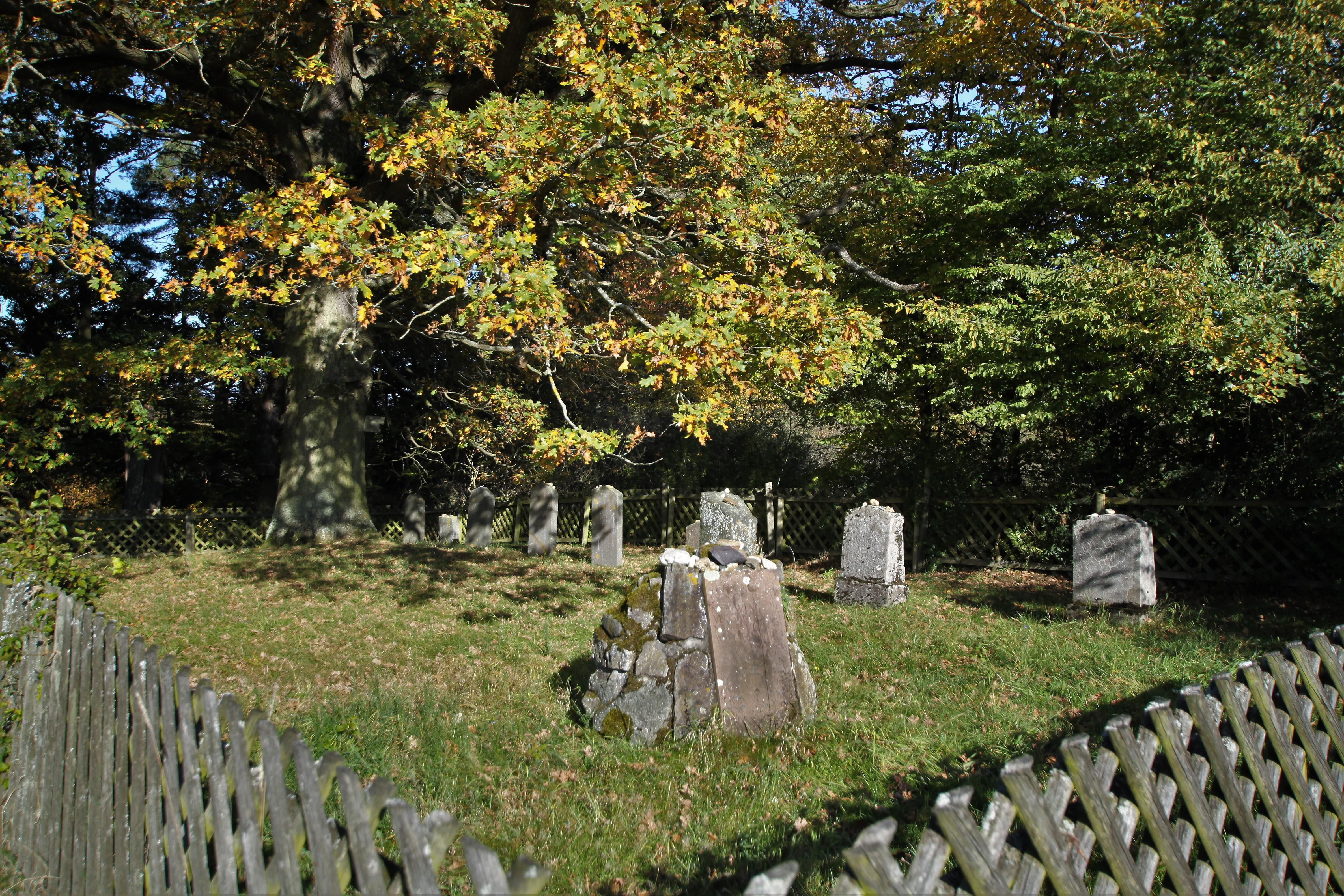
Der jüdische Friedhof im Ortsteil Hausen (2017)

Der Jüdische Friedhof Balduinstein ist ein Friedhof im Ortsteil Hausen über Balduinstein der Ortsgemeinde Balduinstein im Rhein-Lahn-Kreis in Rheinland-Pfalz. 
Der jüdische Friedhof liegt circa einen Kilometer nördlich des Ortsteils Hausen am Steilhang über der Lahn. Der Friedhof wird durch eine mächtige Eiche markiert, die von weitem sichtbar ist.
Auf dem 618 m² großen eingezäunten Friedhof, der erstmals 1721 genannt wurde, werden bis heute Gräber belegt. Das letzte Grab wurde 2017 belegt, hier ruht Wolfgang Lauinger, Träger des Bundesverdienstkreuzes. Am Eingang steht ein Gedenkstein, der 1983 errichtet wurde.